# Circuito do Grande Prêmio de Phillip Island
Circuito do Grande Prêmio de Phillip Island é um autódromo australiano situado em Phillip Island. O circuito tem 4.445 km e atualmente é utilizado para as corridas de MotoGP, Superbike, V8 Supercar e Superkart.